# Церковь Рождества Богородицы (Оболонье)
Церковь Рождества Богородицы — православный храм и памятник архитектуры национального значения в Оболонье.

## История
Постановлением Кабинета Министров УССР от 06.09.1979 № 442 «Про дополнение списка памятников градостроения и архитектуры Украинской ССР, которые находятся под охраной государства» («Про доповнення списку пам'яток містобудування і архітектури Української РСР, що перебувають під охороною держави») присвоен статус памятник архитектуры национального значения с охранным № 1777 под названием Церковь Рождества.
Установлена информационная доска.

## Описание
Сооружена в период 1800-1801 годы в формах провинциального ампира. Одна из немногих девятидольных церквей Черниговщины, другая Успенская церковь в Старой Талалаевке.  
Каменная, оштукатурена, одноглавая, девятидольная (девятисрубная — 9 объёмов), 4-столпная, крестообразная в плане церковь с двухъярусной колокольней над западным притвором и с полукруглой апсидой с восточной стороны. Между рукавами креста во внутренних углах расположены меньшие по высоте камеры (помещения) с отдельными входами. Колокольня со сквозными арочными проёмами — четверик на четверике, несущий купол на барабане; в первом ярусе расположен главный вход, второй ярус — ярус звонов. Внешние углы первого яруса украшают две колоны и две пары колон. Торцы северной и южной ветвей венчаются треугольными фронтонами. Восьмерик барабана, северная и южная ветвь и угловые камеры перекрыты сомкнутыми сводами, западная и восточная — полуциркульными. В интерьере памятника центральное пространство определяется четырьмя массивными пилонами усложненной крестовой формы и подпружными арками, несущими перекрытия на восьмигранном барабане. Угловые помещения соединены с центральным нефом низкими арочными проемами.